# Hans Dobel

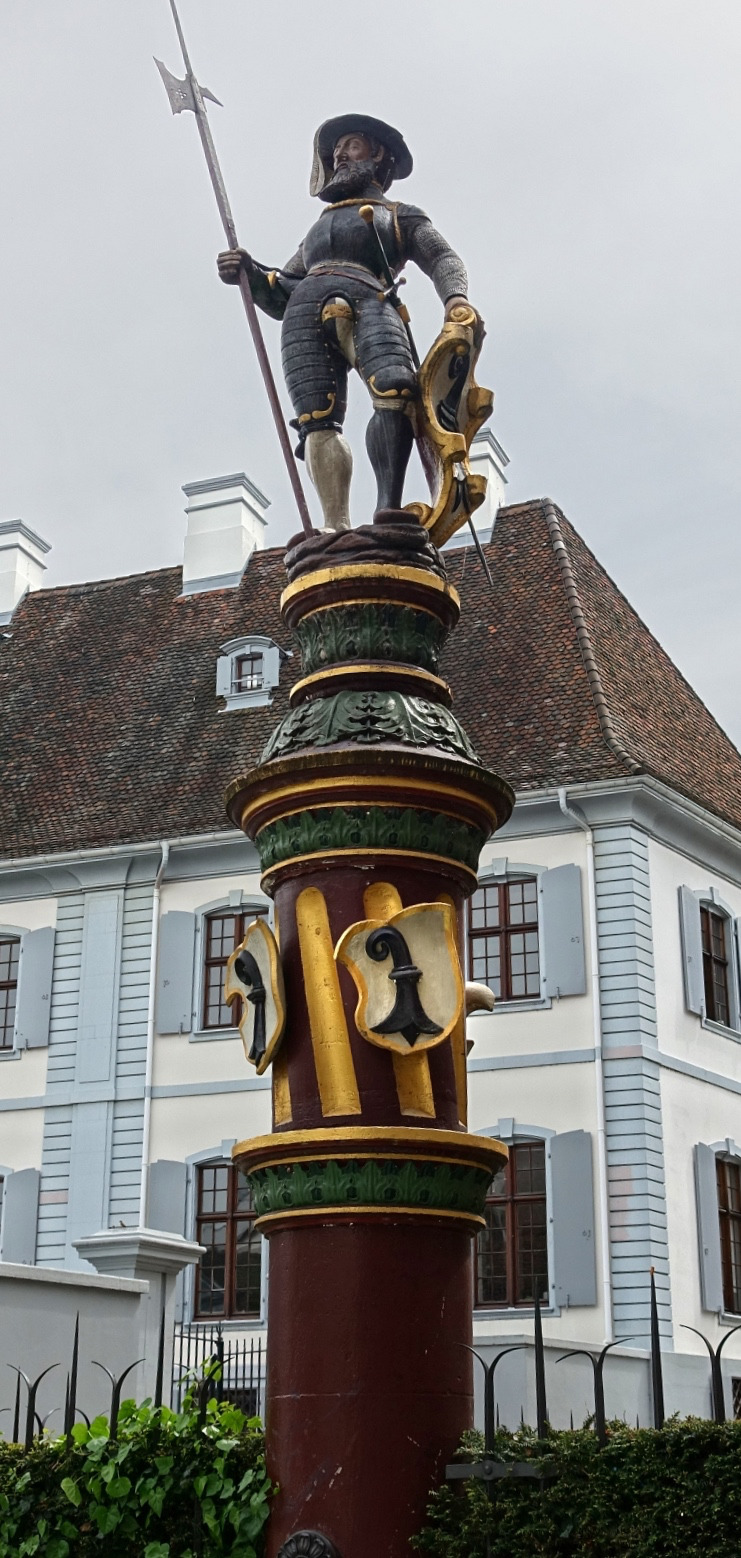
Sevogelbrunnen mit Kriegerfigur von Hans Dobel am Martinskirchplatz beim Staatsarchiv Basel-Stadt

Hans Dobel, auch Tobel oder Tobeller (in Basel erwähnt ab 1523; † 1557), war ein aus dem Elsass stammender Bildhauer und Schreiner.

## Leben und Werk
Der aus Strassburg zugezogene Hans Dobel kaufte sich 1523 in die Spinnwetternzunft in Basel ein, in der er 1530/1531 das Amt des Stubenmeisters und 1546 jenes des Zunftschreibers versah. 1526 ersuchte er zusammen mit dem Martin Hoffmann beim Rat um die Erlaubnis, mangels Aufträge als Bildhauer auch als Schreiner arbeiten bzw. entsprechende Gesellen beschäftigen zu dürfen. 1531 nahm er an der Schlacht am Gubel teil. 1546 schuf er die Kriegerfigur des Kornmarktbrunnens (heute auf dem Sevogelbrunnen am Martinskirchplatz). 1548 lieferte er zudem den Löwenkopf für einen anderen Brunnen. Daneben war er als Schreiner tätig: 1547/1548 führte er Schreinerarbeiten im «Haus zum Hohen Dolder» aus und lieferte dort auch verschiedene Möbel. Das Haus gehörte einer gleichnamigen Vorstadtgesellschaft, der sich Dobel 1548 anschloss. Seine Frau, die offenbar ebenfalls in der Werkstatt mitwirkte, lehrte den handwerklich interessierten Arzt Felix Platter das Firnissen.

## Gedruckte Quellen und Literatur
- Carl Brun (Red.): Schweizerisches Künstler-Lexikon. Bd. 4, S. 125.
- Robert B. Christ und Peter Heman: Zauber der Basler Brunnen, Basel 1967, Nr. 8.
- Stefan Hess, Wolfgang Loescher: Möbel in Basel. Kunst und Handwerk der Schreiner bis 1798. Basel 2012, ISBN 978-3-85616-545-1.
- Paul Koelner: Geschichte der Spinnwetternzunft zu Basel und ihrer Handwerke. Basel 1931 (Nachdruck 1970).
- Paul Koelner: Kunst- und Kulturgeschichtliches aus dem Archiv der Vorstadtgesellschaft zum Hohen Dolder. In: Basler Zeitschrift für Geschichte und Altertumskunde 40 (1941), S. 23–49. doi:10.5169/seals-115267
- Christian Adolf Müller: Bau- und Kunstpflege der Stadt Basel im Zeitalter der Reformation, 1529–1560. Werkbetrieb der Stadt, Handwerker und Künstler. In: Basler Stadtbuch 1953, S. 133–183.
- Anne Nagel, Martin Möhle und Brigitte Meles: Die Kunstdenkmäler des Kantons Basel-Stadt,  Bd. 7: Die Altstadt von Grossbasel I – Profanbauten. Bern 2006.
- Felix Platter: Tagebuch (Lebensbeschreibung) 1536–1567. Hrsg. v. Valentin Lötscher. Schwabe, Basel/Stuttgart 1976.
- Hans Rott: Quellen und Forschungen zur südwestdeutschen und schweizerischen Kunstgeschichte im XV. und XVI. Jahrhundert. III. Der Oberrhein. Quellen II (Schweiz). Strecker und Schröder, Stuttgart 1936, S. 106 (Digitalisat)